# Fudbalski savez regiona zapadne Srbije
Der Fudbalski savez regiona zapadne Srbije (FSRZS) (serbisch-kyrillisch Фудбалски савез региона западне Србије – ФСРЗС; serbisch für „Fußballverband der Regionen des westlichen Serbiens“) ist der Dachverband aller Fußballvereine im westlichen Raum Serbiens, aber auch der Vereine aus den zentraler gelegenen Regionen des Landes. Der im Dezember 1992 gegründete Fußballverband ist einer der fünf Verbände, die direkt dem Fudbalski savez Srbije (FSS) untergeordnet sind, dem Serbischen Fußball-Bund. Der Sitz des westserbischen Fußballverbandes befindet sich im Kragujevac.